# Elsagate
Elsagate és un neologisme que es refereix a la controvèrsia que envolta vídeos penjats a YouTube i YouTube Kids que estan categoritzats com a aptes per a infants, però que contenen temes que són inapropiats per a nens. La majoria de vídeos sota aquesta classificació són notables per presentar contingut com violència gràfica, situacions sexuals, fetitxes, drogues, alcohol, injeccions, humor escatològic i situacions i activitats perilloses i angoixants.
Aquests vídeos sovint presenten personatges populars de mitjans de comunicació de caràcter familiar, de vegades via crossovers, utilitzats sense permís legal. El terme ell és compost per "Elsa" (un personatge de la pel·lícula animada de Disney Frozen: El regne del gel, qui surt representada freqüentment en aquests vídeos) i ""-gate"" (un sufix utilitzat per indicar escàndols). Tanmateix, la controvèrsia d'Elsagate també inclou canals com Toy Freaks que no presenta personatges familiars, sinó nens reals i que ha generat preocupació sobre un possible cas de maltractament infantil.
La majoria de vídeos en aquesta categoria són o films live-action o animacions 2D vulgars, tot i que alguns canals han estat utilitzant tècniques més elaborades com animació de plastilina, o animació 3D. Malgrat les polítiques de restricció d'edat de YouTube, de vegades aquests vídeos són etiquetats per tal d'evadir els algoritmes de protecció infantil integrats, fins i tot, arribant, a YouTube Kids, ja que són difícils de moderar a cause de la gran escala de la plataforma. Per tal de sortir a la pàgina de resultats i atreure atenció d'usuaris, els seus títols i descripcions contenen noms de personatges famosos, així com paraules clau com "educació", "aprendre colors", "cançons infaltils", etc. També inclouen anuncins, fent-los lucratius per als seus propietaris i per YouTube. Malgrat la qüestionable i sovint confonent naturalesa d'aquests vídeos, molts atreuen milions de vistes.
Mentre que la crítica dels canals mateixos ha existit des de 2014, la conscienciació pública del fenomen va créixer durant el 2017, ja que els mitjans de comunicació van començar a informar sobre la seguretat infantil a YouTube. Aquell any, després d'articles i d'informes fets per diversos mitjans de comunicació, YouTube va adoptar directrius més estrictes pel que fa al contingut dels nens. A finals de novembre, l'empresa va començar a esborrar massivament els canals i vídeos que entraven dins la categoria d'Elsagate, així com grans quantitats d'altres vídeos o comentaris d'usuaris relacionant a nens que eren inapropiats.
Es desconeixen els motius darrere d’aquests vídeos, tot i que el lloc web de notícies tecnològiques nord-americà The Verge va assenyalar que els continguts poden ser fascinants per als nens. Com que molts dels vídeos tenen milions de visualitzacions i inclouen anuncis, el New York Times va suggerir que els vídeos són econòmicament lucratius.
Elsagate també es va convertir en objecte de diverses teories de la conspiració, inclosa una que afirma que els vídeos intenten normalitzar la pedofília o els abusos sexuals contra menors.

## Història

### Inicis (2014-2017)
Els canals Elsagate existeixen almenys des del 2014. El juny de 2016, el diari britànic The Guardian va publicar un article sobre el canal Webs and Tiaras, que s'havia creat el març del mateix any. Aparentment amb seu al Canadà, Webs and Tiaras s'havia convertit, en tan sols dos mesos, en el tercer canal més vist de YouTube amb uns 1.700 milions de visualitzacions. El canal mostrava persones disfressades de personatges com l'Spider-Man, l'Elsa i el Joker que participaven en accions estrafolàries o sense sentit. Els vídeos tenien música de fons, però no tenien diàlegs. Com que no tenen cap guió, no hi havia cap barrera d'idioma als vídeos que normalment dificultaria la distribució mundial. L'article també informava que diversos canals gairebé idèntics anomenats Toy Monster, The Superheroes Life i The Kids Club havien aparegut a YouTube.
El gener de 2017, un canal sota control de YouTube a Vietnam, Spiderman Frozen Marvel Superhero Real Life, va bloquejar els seus subscriptors vietnamites després de queixes dels pares sobre el contingut dels seus vídeos. Més tard, el propietari del canal va ser multat per les autoritats vietnamites.
Aquest elevat nombre de visualitzacions ha fet que algunes persones manifestin preocupació pel fet que aquests canals manipulen al sistema mitjançant l’ús de bots o clics per inflar les xifres de visualització a proporcions més altes; no obstant això, no hi ha proves d'això.
El febrer de 2017, The Verge va comentar que "adults que es disfressen i interpretant escenes estranyes i mudes s'ha convertit en una indústria en auge a la plataforma de vídeo més gran del món" i que, tot i que molts vídeos eren "infantils però benignes", altres presentaven contingut més qüestionable com ara humor scatològic i situacions violentes o sexuals. L'article assenyalava que la majoria de vídeos es feien amb un pressupost molt limitat i "un parell de disfresses de Halloween", cosa que els feia fàcils de produir i contribuïen a la seva multiplicació. També va atribuir el seu èxit a l'ús freqüent de "preocupacions Freudianes", que els nens petits poden trobar fascinants, divertitdes o aterridores, com "fer pipí, cacar, besar-se, l'embaràs i la noció terrorífica d'anar al metge i que et posin una vacuna".
També al febrer, The Awl va publicar un article sobre Webs and Tiaras i canals similars, que descrivia el seu contingut com a "absurd y de malson" amb títols com "A l'Elsa de Frozen li surten POTES DE GALL!", "A l'Elsa de Frozen li surt una PANXA DE CERVELL!", "Elsa i Anna de Frozen DESTROCEN A L'SPIDERMAN!"," PARE NOEL MALVAT SEGRESTA l'Elsa de Frozen & l'Spiderman!" o "L'Elsa de Frozen TIRA l'Spiderman pel VÀTER!". El lloc web va comentar que els vídeos estaven "bastant retorçats per al contingut infantil: alguns vídeos impliquen que Elsa paria i, en alguns altres, Spider-Man injecta a Elsa un líquid de colors vius. Sembla que les situacions provinguin d'una pel·lícula porno". A la majoria de vídeos, les opcions de M'agrada i No m'agrada s'han desactivat, cosa que fa impossible saber quants usuaris realment interaccionaven amb ells. Molts vídeos presentaven centenars de comentaris sense sentit, alguns escrits per canals similars en un intent aparent d’atraure més visites.
Al març, la BBC va publicar una peça titulada "Els inquietants vídeos de YouTube que enganyen els nens". L’article se centrava en una imitació de Peppa Pig on un dentista treia dolorosament les dents del personatge titular i en un vídeo que mostrava aquest personatge cremant una casa ocupada. L'article també esmentava l'existència de "centenars" de vídeos similars, que van des de còpies no autoritzades però inofensives de dibuixos animats autèntics fins a contingut aterridor i cruent.
El canal de notícies canadenc CTV News també va informar al març del "problema dels dibuixos animats falsos" de YouTube, amb imitacions de temes per a adults dels programes populars infantils que apareixen sovint a YouTube Kids: "En alguns casos, el vídeo compta amb una miniatura apta per a nens, mentre que el vídeo és completament diferent" i pot ser molt poc adequat per a nens petits. La xarxa va comentar que aquests vídeos eren "sovint un malson de veure, amb moltes escenes aterridores que involucraven monstres i sang. Molts d'aquests vídeos s'aventuren en un territori fosc, amb els personatges sovint perseguits, atacats o ferits de manera cruenta".
El terme "Elsagate" es va encunyar a Internet el 2017. Durant l'estiu d'aquest any, es va convertir en un hashtag popular a Twitter, ja que els usuaris informaben sobre sobre la presència d'aquest material a YouTube i YouTube Kids. A Reddit, el 23 de juny es va crear un subredit de Elsagate (r / ElsaGate) per discutir el fenomen, que aviat va atreure desenes de milers d'usuaris.

### Descobriment dels vídeos Elsagate (2017)
El novembre de 2017, diversos diaris van publicar articles sobre el canal de YouTube Toy Freaks, que havia estat creat dos anys abans per un pare solter anomenat Greg Chism. Toy Freaks comptava amb un total de 8,53 milions de subscriptors i es trobava entre els 100 canals amb més reproduccions abans de ser tancat aquell mes. El canal sovint presentava les filles de Chism i, en la majoria dels casos, les mostrava espantades o plorant.
Aquests vídeos també es podrien trobar a les plataformes de vídeo locals de la Xina, on YouTube està bloquejat, inclosos Tencent, Youku i iQiyi. Tencent ha creat un equip específic per supervisar la seva plataforma de vídeo i ha tancat definitivament 121 comptes i bloquejat més de 4.000 paraules clau de cerca el gener del 2011. El Ministeri de Seguretat Pública de la Xina va suggerir que els usuaris informessin d'aquests vídeos quan se'ls trobessin.
Diverses persones famoses, inclòs el raper B.o.B i els humoristes Joe Rogan i Philip DeFranco van parlar sobre Elsagate a les xarxes socials en aquell temps.
El 4 de novembre, The New York Times va publicar un article sobre els "alarmants" vídeos que es burlaven els filtres de YouTube i eren pertorbadors per als nens, "ja sigui per error o perquè els actors dolents han trobat maneres d'enganyar els algorismes de YouTube Kids". El 6 de novembre, l'autor James Bridle va publicar a Medium una peça titulada Something is wrong on the Internet (Alguna cosa no va bé a internet), en què parlava sobre els "milers i milers d'aquests vídeos": "Algú o alguna cosa o alguna combinació de persones i coses utilitza YouTube per espantar, traumatitzar i maltractar sistemàticament els nens de forma automàtica i a escala". Bridle també va observar que el contingut confús de molts vídeos semblava resultar de la constant "superposició i barreja" de diversos tropes, personatges o paraules clau populars. Com a resultat, fins i tot els vídeos amb humans reals van començar a assemblar-se al contingut automatitzat, mentre que "les paròdies òbvies i fins i tot les copies més tèrboles" interactuaven amb "les legions de productors de contingut algorítmic" fins que es va fer completament impossible saber què era què. El 17 de novembre, el comentarista d'Internet Philip DeFranco va publicar un vídeo que tractava "l'increíble problema de YouTube Kids".
The New York Times va reportar que un dels canals de YouTube en què es mostren dibuixos animats falses, Super Zeus TV està relacionat amb una pàgina web, SuperKidsShop.com, registrada a Ho Chi Minh, Vietnam. Un treballador de Superkidsshop.com va confirmar que els seus socis estaven darrere dels vídeos, per als que comptaven amb "un equip d'aproximadament 100 persones". Es van ignorar les peticions posteriors d'una entrevista.
El 22 de novembre, BuzzFeed News va publicar un article sobre aquests vídeos en què apareixen nens en situacions abusives. La informació de l'article està basada en la investigació del periodista i activista pels drets humans Maten Uziel. Aquest va informar a l'FBI sobre aquests vídeos.
El 23 de novembre, el medi franc-canadenc Tabloid va publicar un vídeo sobre Toy Monster, una cadena relacionat amb Webs and Tiaras. En ell van confrontar als creadors dels vídeos (residents a la zona sud de la ciutat de Quebec), que van declinar ser entrevistats. Un dels actors dels vídeos va indicar de forma anònima que estava obligat per contracte a no parlar amb els mitjans. La investigació va revelar que s'estava publicant contingut idèntic en nombrosos canals, que semblava que operava el mateix equip.
El 28 de novembre, Forbes va presentar a l'Elsagate com un exemple de "la part fosca de l'era digital". L'autor de l'article indicava que "la colossal escala" de el problema semblava indicar que el contingut per a nens a YouTube s'havia convertit en "un monstre fora del nostre control" i que "és terrorífic imaginar quants nens petits ha afectat [l'Elsagate] de formes inimaginables ".